# Giải vô địch bóng đá U-23 châu Á 2020
Giải vô địch bóng đá U-23 châu Á 2020 (tiếng Anh: 2020 AFC U-23 Championship) là lần thứ tư của giải vô địch bóng đá U-23 châu Á, giải đấu bóng đá hai năm một lần dành cho cầu thủ trẻ dưới 23 tuổi do Liên đoàn bóng đá châu Á (AFC) tổ chức. Tổng cộng có 16 đội tuyển sẽ thi đấu trong giải.
Giải vô địch bóng đá U-23 châu Á này sẽ đóng vai trò là vòng loại khu vực châu Á cho giải bóng đá nam của Thế vận hội. Ba đội xuất sắc nhất của giải đấu này sẽ giành quyền tham dự môn bóng đá nam Thế vận hội Mùa hè 2020 tại Nhật Bản với tư cách là đại diện của AFC. Vì Nhật Bản đã giành quyền tham dự với tư cách là đội chủ nhà của Thế vận hội Mùa hè 2020, nên nếu họ vào đến vòng bán kết, các đội còn lại lọt vào bán kết cũng sẽ giành quyền tham dự ngay cả khi vòng bán kết chưa bắt đầu.
Uzbekistan là đương kim vô địch, nhưng đã thất bại trước Ả Rập Xê Út ở trận bán kết và cả ở trận tranh hạng ba trước Úc. Hàn Quốc đã giành chức vô địch U-23 châu Á lần đầu tiên trong lịch sử sau khi vượt qua Ả Rập Xê Út với tỉ số 1-0 ở hiệp phụ thứ hai trong trận chung kết.
Đây là mùa giải cuối cùng giải đấu sử dụng tên gọi "Giải vô địch bóng đá U-23 châu Á" (AFC U-23 Championship). Kể từ mùa giải tiếp theo (2022), giải đấu được đổi tên thành "Cúp bóng đá U-23 châu Á" (AFC U-23 Asian Cup).

## Lựa chọn chủ nhà
Một số quốc gia đã bày tỏ sự quan tâm đến việc tổ chức giải đấu, bao gồm Úc, Malaysia, Thái Lan và Việt Nam. AFC đã chọn Thái Lan làm chủ nhà của giải đấu tại cuộc họp của Ủy ban thi đấu AFC ở Tokyo vào tháng 8 năm 2018.

## Vòng loại

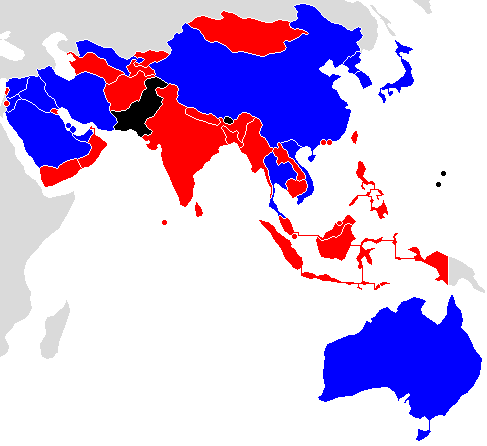
Vượt qua vòng loại cho giải vô địch bóng đá U-23 châu Á
Không vượt qua vòng loại
Rút lui
Không phải là thành viên AFC

Vòng loại của giải đấu đã được tổ chức trong các ngày từ 18 đến 26 tháng 3 năm 2019, nằm trong Lịch thi đấu quốc tế của FIFA.

### Các đội tuyển vượt qua vòng loại
Dưới đây là 16 đội tuyển vượt qua vòng loại để tham dự vòng chung kết.
| Đội tuyển         | Tư cách vượt qua vòng loại | Tham dự | Thành tích tốt nhất lần trước |
| ----------------- | -------------------------- | ------- | ----------------------------- |
| Thái Lan          | Chủ nhà                    | 3 lần   | Vòng bảng (2016, 2018)        |
| Qatar             | Nhất bảng A                | 3 lần   | Hạng ba (2018)                |
| Bahrain           | Nhất bảng B                | 1 lần   | Lần đầu                       |
| Iraq              | Nhất bảng C                | 4 lần   | Vô địch (2013)                |
| UAE               | Nhất bảng D                | 3 lần   | Tứ kết (2013, 2016)           |
| Jordan            | Nhất bảng E                | 4 lần   | Hạng ba (2013)                |
| Uzbekistan        | Nhất bảng F                | 4 lần   | Vô địch (2018)                |
| CHDCND Triều Tiên | Nhất bảng G                | 4 lần   | Tứ kết (2016)                 |
| Hàn Quốc          | Nhất bảng H                | 4 lần   | Á quân (2016)                 |
| Nhật Bản          | Nhất bảng I                | 4 lần   | Vô địch (2016)                |
| Trung Quốc        | Nhất bảng J                | 4 lần   | Vòng bảng (2013, 2016, 2018)  |
| Việt Nam          | Nhất bảng K                | 3 lần   | Á quân (2018)                 |
| Úc                | Nhì bảng H                 | 4 lần   | Tứ kết (2013)                 |
| Iran              | Nhì bảng C                 | 3 lần   | Tứ kết (2016)                 |
| Syria             | Nhì bảng E                 | 4 lần   | Tứ kết (2013)                 |
| Ả Rập Xê Út       | Nhì bảng D                 | 4 lần   | Á quân (2013)                 |

## Địa điểm
Giải đấu sẽ được diễn ra tại 4 địa điểm ở Băng Cốc, các tỉnh Buriram, Pathum Thani và Songkhla.
| Băng Cốc                 | Băng CốcBuriramSongkhlaPathum Thani | Buriram                |
| ------------------------ | ----------------------------------- | ---------------------- |
| Sân vận động Rajamangala | Băng CốcBuriramSongkhlaPathum Thani | Sân vận động Buriram   |
| Sức chứa: 49.722         | Băng CốcBuriramSongkhlaPathum Thani | Sức chứa: 32.600       |
|                          | Băng CốcBuriramSongkhlaPathum Thani |                        |
| Songkhla                 | Băng CốcBuriramSongkhlaPathum Thani | Pathum Thani           |
| Sân vận động Tinsulanon  | Băng CốcBuriramSongkhlaPathum Thani | Sân vận động Thammasat |
| Sức chứa: 45.000         | Băng CốcBuriramSongkhlaPathum Thani | Sức chứa: 25.000       |
|                          | Băng CốcBuriramSongkhlaPathum Thani |                        |

## Bốc thăm
Lễ bốc thăm cho vòng chung kết đã được tổ chức vào ngày 26 tháng 9 năm 2019, lúc 15:00 ICT (UTC+7), tại Swissotel Bangkok Ratchada ở Băng Cốc. 16 đội tuyển đã được bốc thăm chia thành 4 bảng 4 đội. Các đội tuyển đã được phân hạt giống dựa trên thành tích của họ tại vòng chung kết và vòng loại của Giải vô địch bóng đá U-23 châu Á 2018. Với tư cách chủ nhà, Thái Lan tự động được xếp hạt giống và gán vào vị trí A1 trong buổi lễ bốc thăm.
| Nhóm 1                                                   | Nhóm 2                                               | Nhóm 3                                       | Nhóm 4                             |
| -------------------------------------------------------- | ---------------------------------------------------- | -------------------------------------------- | ---------------------------------- |
| 1. Thái Lan (chủ nhà) 2. Uzbekistan 3. Việt Nam 4. Qatar | 1. Hàn Quốc 2. Iraq 3. Nhật Bản 4. CHDCND Triều Tiên | 1. Trung Quốc 2. Úc 3. Jordan 4. Ả Rập Xê Út | 1. Syria 2. Iran 3. UAE 4. Bahrain |

## Trọng tài
Vào ngày 3 tháng 1 năm 2020, AFC đã công bố danh sách trọng tài được chọn cho Giải vô địch bóng đá U-23 châu Á 2020. 34 trọng tài, 26 trợ lý trọng tài và 2 trợ lý trọng tài hỗ trợ đã được chỉ định cho giải đấu. Lần đầu tiên, trợ lý trọng tài video sẽ được sử dụng trong giải đấu này.
Trọng tài
| - Chris Beath - Shaun Evans - Nawaf Shukralla - Phó Minh - Mã Ninh - Lưu Quách Dân - Alireza Faghani | - Ali Sabah - Mohanad Qasim Eesee Sarray - Iida Jumpei - Kimura Hiroyuki - Sato Ryuji - Tōjō Minoru - Adham Makhadmeh | - Ahmed Al-Ali - Kim Hee-gon - Kim Jong-hyeok - Ko Hyung-jin - Mohd Amirul Izwan Yaacob - Ahmed Al-Kaf - Abdulla Al-Marri | - Abdulrahman Al-Jassim - Khamis Al-Kuwari - Khamis Al-Marri - Turki Al-Khudhayr - Muhammad Taqi - Hettikamkanamge Perera - Hanna Hattab | - Sivakorn Pu-udom - Ammar Al-Jeneibi - Mohammed Abdulla Hassan Mohamed - Omar Mohamed Al-Ali - Valentin Kovalenko - Ilgiz Tantashev |

Trợ lý trọng tài
| - Anton Shchetinin - Ashley Beecham - Mohamed Salman - Abdulla Al-Rowaimi - Cao Yi - Shi Xiang | - Mohammadreza Abolfazl - Mohammadreza Mansouri - Ahmad Al-Roalle - Mohammad Al-Kalaf - Jun Mihara | - Yamauchi Hiroshi - Park Sang-jun - Yoon Kwang-yeol - Abu Bakar Al-Amri - Rashid Al-Ghaith | - Saud Al-Maqaleh - Taleb Al-Marri - Mohammed Al-Abakry - Khalaf Al-Shammari - Koh Min Kiat | - Palitha Hemathunga - Mohamed Al-Hammadi - Hasan Al-Mahri - Timur Gaynullin - Andrey Tsapenko |

Trợ lý trọng tài hỗ trợ
| - Mohd Yusri Mohamad | - Rawut Nakarit |

## Đội hình
Cầu thủ sinh vào hoặc sau ngày 1 tháng 1 năm 1997 có đủ điều kiện để tham dự giải đấu. Mỗi đội tuyển phải đăng ký một đội hình tối thiểu 18 cầu thủ và tối đa 23 cầu thủ, với tổi thiểu 3 cầu thủ trong số đó phải là thủ môn (Quy định mục 24.1 và 24.2).

## Vòng bảng
Hai đội đứng đầu của mỗi bảng giành quyền vào tứ kết.

Các tiêu chí
Các đội tuyển được xếp hạng theo điểm (3 điểm cho 1 trận thắng, 1 điểm cho 1 trận hòa, 0 điểm cho 1 trận thua), và nếu bằng điểm, các tiêu chí sau đây được áp dụng, theo thứ tự được đưa ra, để xác định thứ hạng (Quy định mục 9.3):
1. Điểm trong các trận đấu đối đầu giữa các đội bằng điểm;
2. Hiệu số bàn thắng thua trong các trận đấu đối đầu giữa các đội bằng điểm;
3. Số bàn thắng trong các trận đấu đối đầu giữa các đội bằng điểm;
4. Nếu có nhiều hơn hai đội bằng điểm và sau khi áp dụng các tiêu chí trên, một nhóm nhỏ của các đội tuyển vẫn còn ngang nhau, tất cả các tiêu chuẩn đối đầu ở trên đều được áp dụng lại cho nhóm nhỏ này.
5. Hiệu số bàn thắng thua trong tất cả các trận đấu bảng;
6. Số bàn thắng trong tất cả các trận đấu bảng;
7. Loạt sút luân lưu nếu hai đội bằng nhau tất cả các chỉ số trên và họ gặp nhau trong trận đấu cuối của bảng;
8. Điểm kỷ luật (thẻ vàng = -1 điểm, thẻ đỏ do hai thẻ vàng = -3 điểm, thẻ đỏ trực tiếp = -3 điểm, thẻ vàng và thẻ đỏ trực tiếp = -4 điểm);
9. Bốc thăm.

Tất cả thời gian là giờ địa phương, ICT (UTC+7).
| Ngày đấu   | Các ngày               | Các trận đấu |
| ---------- | ---------------------- | ------------ |
| Ngày đấu 1 | 8–10 tháng 1 năm 2020  | 1 v 4, 2 v 3 |
| Ngày đấu 2 | 11–13 tháng 1 năm 2020 | 4 v 2, 3 v 1 |
| Ngày đấu 3 | 14–16 tháng 1 năm 2020 | 1 v 2, 3 v 4 |

### Bảng A
| VT | Đội          | ST | T | H | B | BT | BB | HS | Đ | Giành quyền tham dự     |
| -- | ------------ | -- | - | - | - | -- | -- | -- | - | ----------------------- |
| 1  | Úc           | 3  | 1 | 2 | 0 | 4  | 3  | +1 | 5 | Vòng đấu loại trực tiếp |
| 2  | Thái Lan (H) | 3  | 1 | 1 | 1 | 7  | 3  | +4 | 4 | Vòng đấu loại trực tiếp |
| 3  | Iraq         | 3  | 0 | 3 | 0 | 4  | 4  | 0  | 3 |                         |
| 4  | Bahrain      | 3  | 0 | 2 | 1 | 3  | 8  | −5 | 2 |                         |

| Iraq         | 1–1      | Úc            |
| ------------ | -------- | ------------- |
| - Nassif 77' | Chi tiết | - Piscopo 62' |

| Thái Lan                                                  | 5–0      | Bahrain |
| --------------------------------------------------------- | -------- | ------- |
| - Suphanat 12', 79' - Supachok 47' - Jaroensak 89', 90+2' | Chi tiết |         |

| Bahrain                 | 2–2      | Iraq                           |
| ----------------------- | -------- | ------------------------------ |
| - Isa 44' - Marhoon 86' | Chi tiết | - Al-Ammari 65' - Nassif 90+2' |

| Úc                    | 2–1      | Thái Lan   |
| --------------------- | -------- | ---------- |
| - D'Agostino 43', 76' | Chi tiết | - Anon 24' |

| Thái Lan               | 1–1      | Iraq         |
| ---------------------- | -------- | ------------ |
| - Jaroensak 6' (ph.đ.) | Chi tiết | - Nassif 49' |

| Úc              | 1–1      | Bahrain         |
| --------------- | -------- | --------------- |
| - Najjarine 34' | Chi tiết | - Marhoon 45+3' |

### Bảng B
| VT | Đội         | ST | T | H | B | BT | BB | HS | Đ | Giành quyền tham dự     |
| -- | ----------- | -- | - | - | - | -- | -- | -- | - | ----------------------- |
| 1  | Ả Rập Xê Út | 3  | 2 | 1 | 0 | 3  | 1  | +2 | 7 | Vòng đấu loại trực tiếp |
| 2  | Syria       | 3  | 1 | 1 | 1 | 4  | 4  | 0  | 4 | Vòng đấu loại trực tiếp |
| 3  | Qatar       | 3  | 0 | 3 | 0 | 3  | 3  | 0  | 3 |                         |
| 4  | Nhật Bản    | 3  | 0 | 1 | 2 | 3  | 5  | −2 | 1 |                         |

| Qatar                                | 2–2      | Syria                      |
| ------------------------------------ | -------- | -------------------------- |
| - Abdurisag 1' - Mohammad 22' (l.n.) | Chi tiết | - Barakat 31' - Dali 90+4' |

| Nhật Bản      | 1–2      | Ả Rập Xê Út                            |
| ------------- | -------- | -------------------------------------- |
| - Meshino 56' | Chi tiết | - Al-Khulaif 48' - Ghareeb 88' (ph.đ.) |

| Ả Rập Xê Út | 0–0      | Qatar |
| ----------- | -------- | ----- |
|             | Chi tiết |       |

| Syria                           | 2–1      | Nhật Bản   |
| ------------------------------- | -------- | ---------- |
| - Barakat 9' (ph.đ.) - Dali 88' | Chi tiết | - Soma 30' |

| Qatar                  | 1–1      | Nhật Bản    |
| ---------------------- | -------- | ----------- |
| - Al-Ahrak 79' (ph.đ.) | Chi tiết | - Ogawa 73' |

| Ả Rập Xê Út       | 1–0      | Syria |
| ----------------- | -------- | ----- |
| - Al-Buraikan 80' | Chi tiết |       |

### Bảng C
| VT | Đội        | ST | T | H | B | BT | BB | HS | Đ | Giành quyền tham dự     |
| -- | ---------- | -- | - | - | - | -- | -- | -- | - | ----------------------- |
| 1  | Hàn Quốc   | 3  | 3 | 0 | 0 | 5  | 2  | +3 | 9 | Vòng đấu loại trực tiếp |
| 2  | Uzbekistan | 3  | 1 | 1 | 1 | 4  | 3  | +1 | 4 | Vòng đấu loại trực tiếp |
| 3  | Iran       | 3  | 1 | 1 | 1 | 3  | 3  | 0  | 4 |                         |
| 4  | Trung Quốc | 3  | 0 | 0 | 3 | 0  | 4  | −4 | 0 |                         |

| Uzbekistan            | 1–1      | Iran           |
| --------------------- | -------- | -------------- |
| - Kobilov 40' (ph.đ.) | Chi tiết | - Dehghani 58' |

| Hàn Quốc             | 1–0      | Trung Quốc |
| -------------------- | -------- | ---------- |
| - Lee Dong-jun 90+3' | Chi tiết |            |

| Iran          | 1–2      | Hàn Quốc                              |
| ------------- | -------- | ------------------------------------- |
| - Shekari 54' | Chi tiết | - Lee Dong-jun 22' - Cho Gue-sung 35' |

| Trung Quốc | 0–2      | Uzbekistan                                |
| ---------- | -------- | ----------------------------------------- |
|            | Chi tiết | - Kobilov 45+3' (ph.đ.) - Tukhtasinov 80' |

| Uzbekistan        | 1–2      | Hàn Quốc            |
| ----------------- | -------- | ------------------- |
| - Abdixolikov 21' | Chi tiết | - Oh Se-hun 5', 71' |

| Trung Quốc | 0–1      | Iran                    |
| ---------- | -------- | ----------------------- |
|            | Chi tiết | - Noorafkan 87' (ph.đ.) |

### Bảng D
| VT | Đội               | ST | T | H | B | BT | BB | HS | Đ | Giành quyền tham dự         |
| -- | ----------------- | -- | - | - | - | -- | -- | -- | - | --------------------------- |
| 1  | UAE               | 3  | 1 | 2 | 0 | 3  | 1  | +2 | 5 | Vào vòng đấu loại trực tiếp |
| 2  | Jordan            | 3  | 1 | 2 | 0 | 3  | 2  | +1 | 5 | Vào vòng đấu loại trực tiếp |
| 3  | CHDCND Triều Tiên | 3  | 1 | 0 | 2 | 3  | 5  | −2 | 3 |                             |
| 4  | Việt Nam          | 3  | 0 | 2 | 1 | 1  | 2  | −1 | 2 |                             |

| Việt Nam | 0–0                      | UAE |
| -------- | ------------------------ | --- |
|          | Live Report Stats Report |     |

| CHDCND Triều Tiên     | 1–2                      | Jordan                                |
| --------------------- | ------------------------ | ------------------------------------- |
| - Ryang Hyon-ju 90+1' | Live Report Stats Report | - Bani Atieh 45+1' (ph.đ.) - Hani 74' |

| UAE                                   | 2–0                      | CHDCND Triều Tiên |
| ------------------------------------- | ------------------------ | ----------------- |
| - K. Al-Hammadi 17' - Z. Al-Ameri 30' | Live Report Stats Report |                   |

| Jordan | 0–0                      | Việt Nam |
| ------ | ------------------------ | -------- |
|        | Live Report Stats Report |          |

| Việt Nam               | 1–2                      | CHDCND Triều Tiên                                     |
| ---------------------- | ------------------------ | ----------------------------------------------------- |
| - Nguyễn Tiến Linh 16' | Live Report Stats Report | - Bùi Tiến Dũng 27' (l.n.) - Ri Chung-gyu 90' (ph.đ.) |

| Jordan             | 1–1                      | UAE               |
| ------------------ | ------------------------ | ----------------- |
| - Al-Khawaldeh 79' | Live Report Stats Report | - Z. Al-Ameri 41' |

## Vòng đấu loại trực tiếp
Trong vòng đấu loại trực tiếp, hiệp phụ và loạt sút luân lưu được sử dụng để phân định thắng thua nếu cần thiết (Quy định mục 12.1 và 12.2).

### Sơ đồ
|  | Tứ kết                | Tứ kết                |                       |   | Bán kết       | Bán kết       |  |  | Chung kết | Chung kết |
|  |                       |                       |                       |   |               |               |  |  |           |           |
|  | 18 tháng 1 – Băng Cốc |                       |                       |   |               |               |  |  |           |           |
|  |                       |                       |                       |   |               |               |  |  |           |           |
|  | Úc (s.h.p.)           | 1                     |                       |   |               |               |  |  |           |           |
|  | Úc (s.h.p.)           | 1                     | 22 tháng 1 – Rangsit  |   |               |               |  |  |           |           |
|  | Syria                 | 0                     |                       |   |               |               |  |  |           |           |
|  | Syria                 | 0                     | Úc                    | 0 |               |               |  |  |           |           |
|  | 19 tháng 1 – Rangsit  |                       | Úc                    | 0 |               |               |  |  |           |           |
|  |                       | Hàn Quốc              | 2                     |   |               |               |  |  |           |           |
|  | Hàn Quốc              | Hàn Quốc              | 2                     | 2 |               |               |  |  |           |           |
|  | Hàn Quốc              |                       | 26 tháng 1 – Băng Cốc | 2 |               |               |  |  |           |           |
|  | Jordan                | 1                     |                       |   |               |               |  |  |           |           |
|  | Jordan                | 1                     | Hàn Quốc (s.h.p.)     | 1 |               |               |  |  |           |           |
|  | 18 tháng 1 – Rangsit  |                       | Hàn Quốc (s.h.p.)     | 1 |               |               |  |  |           |           |
|  |                       | Ả Rập Xê Út           | 0                     |   |               |               |  |  |           |           |
|  | Ả Rập Xê Út           | Ả Rập Xê Út           | 0                     | 1 |               |               |  |  |           |           |
|  | Ả Rập Xê Út           | 22 tháng 1 – Băng Cốc |                       | 1 |               |               |  |  |           |           |
|  | Thái Lan              | 0                     |                       |   |               |               |  |  |           |           |
|  | Thái Lan              | 0                     | Ả Rập Xê Út           | 1 |               |               |  |  |           |           |
|  | 19 tháng 1 – Băng Cốc |                       | Ả Rập Xê Út           | 1 |               |               |  |  |           |           |
|  |                       | Uzbekistan            | 0                     |   | Tranh hạng ba | Tranh hạng ba |  |  |           |           |
|  | UAE                   | Uzbekistan            | 0                     | 1 | Tranh hạng ba | Tranh hạng ba |  |  |           |           |
|  | UAE                   |                       | 25 tháng 1 – Băng Cốc | 1 |               |               |  |  |           |           |
|  | Uzbekistan            | 5                     |                       |   |               |               |  |  |           |           |
|  | Uzbekistan            | 5                     | Úc                    | 1 |               |               |  |  |           |           |
|  |                       |                       |                       |   |               |               |  |  |           |           |
|  | Uzbekistan            | 0                     |                       |   |               |               |  |  |           |           |
|  | Uzbekistan            | 0                     |                       |   |               |               |  |  |           |           |

### Tứ kết
| Ả Rập Xê Út             | 1–0      | Thái Lan |
| ----------------------- | -------- | -------- |
| - Al-Hamdan 78' (ph.đ.) | Chi tiết |          |

| Úc           | 1–0 (s.h.p.) | Syria |
| ------------ | ------------ | ----- |
| - Toure 101' | Chi tiết     |       |

| Hàn Quốc                                   | 2–1      | Jordan          |
| ------------------------------------------ | -------- | --------------- |
| - Cho Gue-sung 16' - Lee Dong-gyeong 90+5' | Chi tiết | - Al-Naimat 75' |

| UAE               | 1–5      | Uzbekistan                                                                               |
| ----------------- | -------- | ---------------------------------------------------------------------------------------- |
| - Z. Al-Ameri 13' | Chi tiết | - Alijanov 16' - Kobilov 26' (ph.đ.) - Bozorov 41' - Yakhshiboev 84' - Tukhtasinov 90+3' |

### Bán kết
Các đội thắng sẽ vượt qua vòng loại cho Thế vận hội Mùa hè 2020.
| Ả Rập Xê Út     | 1–0      | Uzbekistan |
| --------------- | -------- | ---------- |
| - Al-Hamdan 87' | Chi tiết |            |

| Úc | 0–2      | Hàn Quốc                                |
| -- | -------- | --------------------------------------- |
|    | Chi tiết | - Kim Dae-won 56' - Lee Dong-gyeong 76' |

### Tranh hạng ba
Đội thắng sẽ giành quyền tham dự Thế vận hội Mùa hè 2020.
| Úc               | 1–0      | Uzbekistan |
| ---------------- | -------- | ---------- |
| - D'Agostino 47' | Chi tiết |            |

### Chung kết
| Hàn Quốc              | 1–0 (s.h.p.) | Ả Rập Xê Út |
| --------------------- | ------------ | ----------- |
| - Jeong Tae-wook 114' | Chi tiết     |             |

## Vô địch
| Giải vô địch bóng đá U-23 châu Á 2020 |
| ------------------------------------- |
| Hàn Quốc Lần thứ nhất                 |

## Giải thưởng
| Chiếc giày vàng    | Cầu thủ xuất sắc nhất | Thủ môn xuất sắc nhất | Giải phong cách |
| ------------------ | --------------------- | --------------------- | --------------- |
| Jaroensak Wonggorn | Won Du-jae            | Song Beom-keun        | Ả Rập Xê Út     |

## Thống kê

### Cầu thủ ghi bàn
Đã có 69 bàn thắng ghi được trong 32 trận đấu, trung bình 2.16 bàn thắng mỗi trận đấu.
3 bàn thắng
- Nicholas D'Agostino
- Mohammed Nassif
- Jaroensak Wonggorn
- Zaid Al-Ameri
- Islom Kobilov

2 bàn thắng
- Mohamed Marhoon
- Cho Gue-sung
- Lee Dong-gyeong
- Lee Dong-jun
- Oh Se-hun
- Abd Al-Rahman Barakat
- Alaa Aldin Dali
- Suphanat Mueanta
- Nurillo Tukhtasinov

1 bàn thắng
- Ramy Najjarine
- Reno Piscopo
- Al Hassan Toure
- Sayed Hashim Isa
- Reza Dehghani
- Omid Noorafkan
- Reza Shekari
- Amir Al-Ammari
- Meshino Ryotaro
- Ogawa Koki
- Soma Yuki
- Ihab Al-Khawaldeh
- Yazan Al-Naimat
- Mohammad Bani Atieh
- Omar Hani
- Ri Chung-gyu
- Ryang Hyon-ju
- Yusuf Abdurisag
- Abdullah Al-Ahrak
- Firas Al-Buraikan
- Abdullah Al-Hamdan
- Ayman Al-Khulaif
- Nasser Al-Omran
- Abdulrahman Ghareeb
- Jeong Tae-wook
- Kim Dae-won
- Anon Amornlerdsak
- Supachok Sarachat
- Khalifa Al-Hammadi
- Bobur Abdikholikov
- Ilkhom Alijanov
- Oybek Bozorov
- Jasurbek Yakhshiboev
- Nguyễn Tiến Linh

1 bàn phản lưới nhà
- Yosief Mohammad (trong trận gặp Qatar)
- Bùi Tiến Dũng (trong trận gặp CHDCND Triều Tiên)

### Bảng xếp hạng đội tuyển giải đấu
Theo quy ước thống kê trong bóng đá, các trận đấu được quyết định trong hiệp phụ được tính là trận thắng và trận thua, trong khi các trận đấu được quyết định theo loạt sút luân lưu được tính là trận hòa.
| VT | Đội               | ST | T | H | B | BT | BB | HS | Đ  | Final result        |
| -- | ----------------- | -- | - | - | - | -- | -- | -- | -- | ------------------- |
| 1  | Hàn Quốc          | 6  | 6 | 0 | 0 | 10 | 3  | +7 | 18 | Vô địch             |
| 2  | Ả Rập Xê Út       | 6  | 4 | 1 | 1 | 5  | 2  | +3 | 13 | Á quân              |
| 3  | Úc                | 6  | 3 | 2 | 1 | 6  | 5  | +1 | 11 | Hạng ba             |
| 4  | Uzbekistan        | 6  | 2 | 1 | 3 | 9  | 6  | +3 | 7  | Hạng tư             |
|    |                   |    |   |   |   |    |    |    |    |                     |
| 5  | Jordan            | 4  | 1 | 2 | 1 | 4  | 4  | 0  | 5  | Bị loại ở tứ kết    |
| 6  | UAE               | 4  | 1 | 2 | 1 | 4  | 6  | −2 | 5  | Bị loại ở tứ kết    |
| 7  | Thái Lan (H)      | 4  | 1 | 1 | 2 | 7  | 4  | +3 | 4  | Bị loại ở tứ kết    |
| 8  | Syria             | 4  | 1 | 1 | 2 | 4  | 5  | −1 | 4  | Bị loại ở tứ kết    |
|    |                   |    |   |   |   |    |    |    |    |                     |
| 9  | Iran              | 3  | 1 | 1 | 1 | 3  | 3  | 0  | 4  | Bị loại ở vòng bảng |
| 10 | Iraq              | 3  | 0 | 3 | 0 | 4  | 4  | 0  | 3  | Bị loại ở vòng bảng |
| 11 | Qatar             | 3  | 0 | 3 | 0 | 3  | 3  | 0  | 3  | Bị loại ở vòng bảng |
| 12 | CHDCND Triều Tiên | 3  | 1 | 0 | 2 | 3  | 5  | −2 | 3  | Bị loại ở vòng bảng |
| 13 | Việt Nam          | 3  | 0 | 2 | 1 | 1  | 2  | −1 | 2  | Bị loại ở vòng bảng |
| 14 | Bahrain           | 3  | 0 | 2 | 1 | 3  | 8  | −5 | 2  | Bị loại ở vòng bảng |
| 15 | Nhật Bản          | 3  | 0 | 1 | 2 | 3  | 5  | −2 | 1  | Bị loại ở vòng bảng |
| 16 | Trung Quốc        | 3  | 0 | 0 | 3 | 0  | 4  | −4 | 0  | Bị loại ở vòng bảng |

## Các đội tuyển vượt qua vòng loại cho Thế vận hội Mùa hè
Dưới đây là bốn đội tuyển đại diện cho châu Á tham dự môn bóng đá nam tại Thế vận hội Mùa hè 2020, bao gồm cả Nhật Bản giành quyền tham dự với tư cách chủ nhà.
| Đội tuyển   | Ngày vượt qua vòng loại | Tham dự lần trước trong Thế vận hội Mùa hè1                     |
| ----------- | ----------------------- | --------------------------------------------------------------- |
| Nhật Bản    | 7 tháng 9 năm 2013      | 10 (1936, 1956, 1964, 1968, 1996, 2000, 2004, 2008, 2012, 2016) |
| Ả Rập Xê Út | 22 tháng 1 năm 2020     | 2 (1984, 1996)                                                  |
| Hàn Quốc    | 22 tháng 1 năm 2020     | 10 (1948, 1964, 1988, 1992, 1996, 2000, 2004, 2008, 2012, 2016) |
| Úc          | 25 tháng 1 năm 2020     | 7 2 (1956, 1988, 1992, 1996, 2000, 2004, 2008)                  |

1 Chữ đậm chỉ ra đội vô địch cho năm đó. Chữ nghiêng chỉ ra chủ nhà cho năm đó.
2 Úc tham dự Thế vận hội khi còn là thành viên của OFC trong 6 lần từ năm 1956 đến năm 2004.